# Jimmy Roy
Jimmy Roy (Sioux Lookout, Ontario, 1975. szeptember 22. –) kanadai jégkorongozó.

## Karrier
Komolyabb junior karrierjét az USHL-es Thunder Bay Flyersben kezdte 1993–1994-ben. 1994–1996 között a Michigani Műszaki Egyetem csapatában játszott. Az 1994-es NHL-drafton a Dallas Stars választotta ki a tizedik kör 254. helyén. A National Hockey League-ben sosem játszott. 1996–1997-ben a kanadai férfi jégkorong-válogatottal járta a világot. 1997-ben az IHL-es Manitoba Moose-ba került. A csapat 2001-ig az IHL-ben szerepelt, majd felkerült az AHL-be, mert az IHL 56 év után megszűnt. 2001–2006 között is a Manitoba Moose-ban játszott. Legjobb szezonjában 38 pontot szerzett. 2006-2011 között a német ligában a Iserlohn Roostersben szerepelt. 2011-ben vonult vissza és az NHL-es Winnipeg Jetsnél kapott állást, mint játékos fejlesztő. Jelenleg is ebben a pozícióban dolgozik.

## Karrier statisztika
| 1993–1994       | Thunder Bay Flyers | USHL            | 46  | 21 | 33 | 54  | 101 | —  | — | — | —  | —  |
| 1994–1995       | Michigan Tech      | WCHA            | 38  | 5  | 11 | 16  | 62  | —  | — | — | —  | —  |
| 1995–1996       | Michigan Tech      | WCHA            | 42  | 17 | 17 | 34  | 84  | —  | — | — | —  | —  |
| 1997–1998       | Manitoba Moose     | IHL             | 61  | 8  | 10 | 18  | 133 | 3  | 0 | 0 | 0  | 6  |
| 1998–1999       | Manitoba Moose     | IHL             | 78  | 10 | 16 | 26  | 185 | 5  | 0 | 1 | 1  | 6  |
| 1999–2000       | Manitoba Moose     | IHL             | 74  | 12 | 9  | 21  | 187 | 1  | 0 | 0 | 0  | 16 |
| 2000–2001       | Manitoba Moose     | IHL             | 77  | 18 | 13 | 31  | 150 | 12 | 1 | 1 | 2  | 22 |
| 2001–2002       | Manitoba Moose     | AHL             | 73  | 16 | 22 | 38  | 167 | 7  | 2 | 0 | 2  | 28 |
| 2002–2003       | Manitoba Moose     | AHL             | 50  | 5  | 10 | 15  | 95  | 14 | 4 | 4 | 8  | 27 |
| 2003–2004       | Manitoba Moose     | AHL             | 78  | 13 | 16 | 29  | 186 | —  | — | — | —  | —  |
| 2004–2005       | Manitoba Moose     | AHL             | 50  | 10 | 7  | 17  | 187 | 13 | 2 | 1 | 3  | 34 |
| 2005–2006       | Manitoba Moose     | AHL             | 62  | 9  | 8  | 17  | 144 | 4  | 0 | 0 | 0  | 9  |
| 2006–2007       | Iserlohn Roosters  | DEL             | 48  | 8  | 14 | 22  | 118 | —  | — | — | —  | —  |
| 2007–2008       | Iserlohn Roosters  | DEL             | 51  | 15 | 17 | 32  | 155 | 7  | 3 | 3 | 6  | 18 |
| 2008–2009       | Iserlohn Roosters  | DEL             | 50  | 17 | 15 | 32  | 80  | —  | — | — | —  | —  |
| 2009–2010       | Iserlohn Roosters  | DEL             | 43  | 10 | 13 | 23  | 84  | —  | — | — | —  | —  |
| 2010–2011       | Iserlohn Roosters  | DEL             | 44  | 17 | 13 | 30  | 80  | —  | — | — | —  | —  |
| IHL Összesített | IHL Összesített    | IHL Összesített | 290 | 48 | 48 | 96  | 655 | 21 | 1 | 2 | 3  | 50 |
| AHL Összesített | AHL Összesített    | AHL Összesített | 313 | 53 | 63 | 116 | 779 | 38 | 8 | 5 | 13 | 98 |
| DEL Összesített | DEL Összesített    | DEL Összesített | 236 | 67 | 72 | 139 | 517 | 7  | 3 | 3 | 6  | 18 |

## Díjai
- Yanick Dupre-emlékdíj: 2003
- Kanadai AHL All-Star Csapat: 2006